# Vinstandelssystem
Vinstandelssystem eller vinstdelning är ett arrangemang där anställda, utöver sin lön, får ta del av företagets vinst, i likhet med mottagare av aktieutdelning. För att man ska kunna tala om ett vinstdelningssystem bör det finnas i förväg bestämda principer för hur de anställdas vinstandel ska beräknas och fördelas. En distinktion kan göras mellan direkt och indirekt vinstdelning. I det förra fallet betalas vinstandelarna ut i form av kontanter, i det senare som aktier eller som andelar i en kollektiv fond. Till skillnad från den fasta lönen kommer dessa utbetalningar att variera med företags vinst.

## Historia
Fransmannen Edme Jean Leclaire anses vara en av de första som tillämpade vinstdelning i praktiken. År 1842 lät han de anställda i sin möbel- och inredningsfirma bli delaktiga i företagets resultat. På världsutställningen i Paris år 1889 hölls en särskild vinstdelningskonferens. I vissa länder, bland annat Frankrike, Storbritannien och USA uppstod organisationer som uppmuntrade belöningsformens spridning. I slutet av 1800-talet förespråkades vinstdelning i politiska och akademiska sammanhang som en lösning på den s.k. arbetarfrågan. 
I Sverige introducerades vinstdelningstanken av statsvetaren Wolter Arnberg (1870) och nationalekonomen Johan Leffler (1881). Frågan aktualiserades också 1892 i riksdagen av Rudolf Klinckowström och 1894 av justitierådet Ernst Herslow i samband med beslutet om en ny aktiebolagslag.
Flera kända svenska företag experimenterade tidigt med vinstdelningssystem, exempelvis Höganäs stenkolsbolag, Försäkringsaktiebolaget Skandia, Nya aktiebolaget Atlas och Munksjö bruk. Vinstdelning vann dock inte någon större utbredning på den svenska arbetsmarknaden. Under större delen av 1900-talet var både LO och SAF motståndare till belöningsformer utöver den vanliga lönen. På senare tid har emellertid vinstdelning blivit tämligen vanligt, åtminstone i storföretag.
Ett av de största och mest långvariga vinstandelssystemet i ett svenskt företag är det i Svenska Handelsbanken, som infördes på 1970-talet av VD:n Jan Wallander, och där stiftelsen Oktogonen ingår.